# Comunicaciones de México
El Comunicaciones de México fue un equipo que participó en la Liga Mexicana de Béisbol con sede en la Ciudad de México, México.

## Historia
El Comunicaciones  participó durante una temporada en la Liga Mexicana de Béisbol, debutó para la campaña de 1931 donde terminaron en segundo lugar con 15 ganados y 6 perdidos, a un juego del primer lugar logrando un subcampeonato. El siguiente año el equipo desapareció siendo esta la única ocasión en que apareció este equipo.